# Bánffy György (dobokai főispán)
Losonczi Bánffy György (? – 1659) főispán.

## Élete
Bánffy Mihály (1592–1644) Kolozs vármegyei főispánnak Károlyi Fruzsinától (1590–1626) született fia, s így féltestvére volt az 1674-ben lefejezett Bánffy Dénesnek. 1644 júliusától udvari alkapitányi tisztséget viselt; 1649-ben Doboka vármegyének lett főispánja, a szamosújvári kapitányságot is megkapta 1651-ben. 1652 júliusában a török portára indult követségbe, ahonnan 1653 januárjában jött vissza. Az 1657-es lengyel hadjárat után 1658-1659-ben a fejedelmi tanács tagja lett. Még több követséget is viselt. I. Rákóczi Ferenc alatt a végső mozgalmas időkben volt táblai elnök is.
Naplót hagyott hátra, melyet egy naptár tiszta lapjaira jegyzett fel, és ezt Mikó Imre gróf: Bánfi György naplója. 1644. címmel (Erdélyi Történelmi Adatok IV. kötete 113–131. l.) kiadta Benkő másolata után (Kolozsvár, 1862).